# Maja Schöne
Maja Schöne (Stuttgart, 1976) é uma atriz alemã. Ela é mais conhecida por interpretar Hannah Kahnwald na série de ficção científica Dark, da Netflix.

## Biografia
Schöne nasceu em Stuttgart e tem um irmão mais velho. Após formar-se no ensino médio, ela completou um estágio de direção e teatro. Em 1997, ela decidiu tornar-se atriz e começou a estudar na Escola de Artes Dramáticas Westphalian, em Bochum, completando o curso em 2001. Schöne se mudou para Hamburgo em fevereiro do mesmo ano e começou a aparecer em peças de Friedrich Schiller. De 2007 a 2009 ela interpretou diversos papéis no teatro Schauspiel Köln, em Colônia, o primeiro sendo na peça Die Nibelungen, de Friedrich Hebbel. Por este papel, ela ganhou o prêmio de Melhor Atriz no Festival NRW de Teatro. Desde 2009 ela faz parte do elenco permanente do teatro Thalia em Hamburgo.
Em 2004, ela fez sua estreia no cinema no filme Cowgirl, de Mark Schlichter, ao lado de Alexandra Maria Lara, papel este que a fez ser nomeada ao prêmio Undine. De 2008 a 2013, ela participou dos episódios de Stuttgart da série criminal Tatort, interpretando a esposa do investigador Bootz. Em 2011 ela estrelou o filme de Brigitte Bertele Der Brand como uma vítima de estupro em busca de vingança. Por este papel, Schöne ganhou o prêmio de Melhor Atriz Principal no Festival Internacional de Cinema de Berlim.
Ela começou sua carreira na televisão no telefilme alemão Schluss mit lustig!. Schöne apareceu em variadas séries de televisão na Alemanha, e no final dos anos 2000, em filmes como Buddenbrooks, Summertime Blues e Zarte Parasiten. Ela fez participações na série Tatort entre 2005 e 2015. Schöne também estrelou a minissérie Neu in unserer Familie em 2017. No mesmo ano, ela ganhou reconhecimento internacional por fazer parte do elenco principal do drama familiar de ficção científica Dark, da Netflix, no qual ela interpreta Hannah Kahnwald.
Ela é casada com o também ator Carlo Ljubek e tem uma filha.

## Filmografia
- 2001: Schluss mit lustig!
- 2004: Cowgirl
- 2004: Der Traum vom Süden
- 2005: Tatort - Im Alleingang
- 2007: Polizeiruf 110
- 2008: Buddenbrooks
- 2008: 1. Mai - Helden bei der Arbeit
- 2009: Zarte Parasiten
- 2009: Wanna Be (curta-metragem)
- 2009: Summertime Blues
- 2009: Tatort
- 2010: KDD - Kriminaldauerdienst
- 2011: Polizeiruf 110
- 2011: Der Brand
- 2012: Stralsund - Blutige Fährte
- 2013: Bella Block: Hundskinder
- 2014: Sternstunde ihres Lebens
- 2015: Blochin - The Lebenden und die Toten (minissérie)
- 2017: Neu in Unserer Familie (telefilme)
- 2017-2020: Dark (série de TV)